# Lay-Saint-Christophe

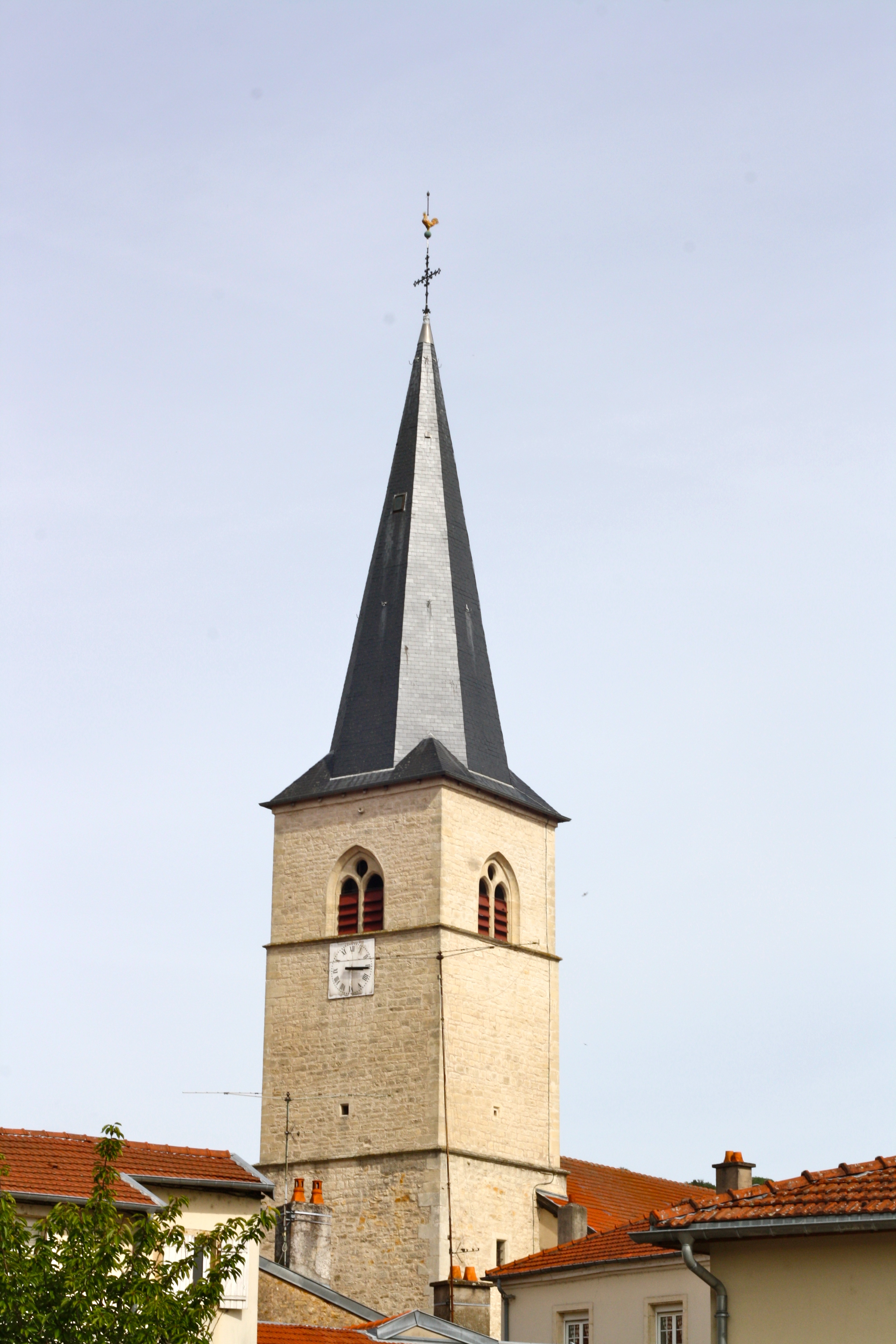
Kościół św. Krzysztofa (2013)

Lay-Saint-Christophe – miejscowość i gmina we Francji, w regionie Grand Est, w departamencie Meurthe i Mozela.
Według danych na rok 1990 gminę zamieszkiwało 2449 osób, a gęstość zaludnienia wynosiła 211 osób/km² (wśród 2335 gmin Lotaryngii Lay-Saint-Christophe plasuje się na 177 miejscu pod względem liczby ludności, natomiast pod względem powierzchni na miejscu 498).

## Populacja

Populacja Lay-Saint-Christophe w latach 1962–2008